# Primer Doctor
El Primer Doctor es la encarnación inicial del protagonista de la longeva serie de ficción de la BBC Doctor Who. Fue interpretado por el actor William Hartnell entre 1963 y 1966. En Hispanoamérica estuvo doblado por Alberto Gavira. Hartnell repitió el papel en la historia del décimo aniversario, The Three Doctors en 1973, aunque de forma muy reducida por su mala salud. En 1983, el actor Richard Hurndall interpretaría al Primer Doctor en el especial del 20 aniversario, The Five Doctors, ya que William Hartnell había fallecido en 1975. Una versión cinematográfica del personaje sin continuidad con la televisiva fue interpretada por Peter Cushing.
En la narrativa de la serie, el Doctor es un Señor del Tiempo, un alienígena de siglos de edad del planeta Gallifrey que viaja en el tiempo y el espacio en su TARDIS, frecuentemente con acompañantes. Cuando el Doctor es herido mortalmente, puede regenerar su cuerpo; al hacerlo, cambia su apariencia física y su personalidad. El Doctor de Hartnell es la forma "original" del Doctor. El recurso argumental de la regeneración se introdujo cuando Hartnell tuvo que abandonar la serie, y con ello ha extendido la vida de la serie muchos años. El Primer Doctor es la encarnación más joven, pero al mismo tiempo es la que tiene la apariencia más anciana.

## Biografía del personaje
Cuando se estaba creando la serie, el Doctor era un personaje misterioso del que se sabía muy poco salvo el hecho de que tenía una nieta, Susan Foreman, y de que los dos eran de otro tiempo y otro mundo. Tenía una máquina del tiempo, la TARDIS, que estaba disfrazada de cabina de policía y que era más grande por dentro. Susan y él estaban también en el exilio, por razones no aclaradas. No sería hasta la última aventura del Segundo Doctor que se conocería el nombre del pueblo del Doctor, los Señores del Tiempo, y el nombre del planeta Gallifrey no se conocería hasta la época del Tercer Doctor.
La serie comenzaba con los profesores Ian Chesterton y Barbara Wright investigando el misterio de Susan, una estudiante que parecía poseer conocimientos científicos e históricos mucho más allá de su edad. Al descubrir la TARDIS en un solar, son tomados por la fuerza por el Doctor en un viaje hasta el año 100.000 a. C. y después pasaron dos años viviendo aventuras en el tiempo y el espacio con el Doctor.
Fue durante esta encarnación que el Doctor conoció por primera vez a los Daleks y los Cybermen, razas que se convertirían en sus enemigos más implacables. La tripulación de la TARDIS también fue testigo de muchos eventos históricos, como el Reinado del Terror de la Revolución Francesa, conocer a Marco Polo en China y a los Aztecas en México. Cuando Susan se enamoró del líder de la resistencia humana David Campbell en el siglo XXII, el Doctor la dejó atrás para que pudiera vivir su propia vida (The Dalek Invasion of Earth), aunque le prometió que algún día volvería (aún no lo ha hecho). A la tripulación de la TARDIS pronto se uniría Vicki, a quien habían rescatado del planeta Dido.
Al terminar una persecución a través del tiempo, Ian y Barbara usaron una máquina del tiempo Dalek para volver a casa (The Chase), y su lugar en la TARDIS fue ocupado por un piloto espacial llamado Steven Taylor. Juntos, encontraron a otro miembro de la raza del Doctor en la forma del "Monje Entrometido", y tuvo una aventura en la Galaxia 4. Durante la guerra de Troya, Vicki decidió dejar la TARDIS para quedarse con Troilo. Al Doctor y Steven se le unieron Katarina y Sara Kingdom, pero ambas fueron asesinadas durante la trama de The Dalek's Master Plan.
Tras escapar por poco de la Matanza de San Bartolomé, el Doctor y Steven tomaron a bordo a una joven llamada Dodo Chaplet. Dodo llevó un virus de resfriado al futuro lejano, que estuvo a punto de aniquilar a los humanos y monoids que viajaban en "el Arca". Uno de los enemigos más mortales del Primer Doctor fue el "Juguetero Celestial", que les obligaba a sus compañeros y a él a jugar juegos mortales. Finalmente, el Doctor logró ganar el Juego Trilógico, permitiéndoles a todos escapar del dominio del Juguetero.
Finalmente, Steven y Dodo abandonaron también al Doctor, Steven para quedarse en un planeta alienígena como mediador (The Savages), y Dodo para quedarse en la Tierra en 1966. Al Doctor se unirían entonces Polly y Ben Jackson, que serían testigos de su primera regeneración.
El paso de los años había castigado duramente la constitución anciana del Doctor. Tras derrotar por primera vez a los Cybermen en una estación de nieve antártica (The Tenth Planet) el Doctor se derrumbó en el interior de la TARDIS, y ante los sorprendidos ojos de sus compañeros Ben y Polly, sus células se regeneraron por primera vez, dándole una nueva forma física y personalidad: el Segundo Doctor.

## Personalidad
Desde el principio, el Primer Doctor fue una figura misteriosa. Aparecía como un hombre anciano y frágil, a pesar de la revelación posterior de ser la más joven de las encarnaciones del Doctor, y aun así poseía unas reservas inesperadas de fuerza y voluntad. (En un escrito precoz de la guía de los guionistas escrita por David Whitaker, describe a "Doctor Who" como "de apariencia frágil, con nervio y duro como un pavo viejo".) Obviamente, tenía un conocimiento tremendo de materias científicas, y aun así no podía pilotar como es debido la TARDIS; su nieta explicaba esto diciendo que su abuelo era "un poco olvidadizo". Pero la TARDIS requería pilotaje experto y la guía del Doctor. Sus sistemas solían romperse, especialmente los de navegación. Esto, unido al hecho de que la TARDIS estaba realmente diseñada para seis pilotos, podría explicar la dificultad del Doctor para pilotarla correctamente. El Doctor era abrasivo, paternalista y arisco con sus compañeros humanos, aunque compartía un lazo emocional muy profundo con su nieta Susan. También era un poco despiadado, estando a dispuesto a mentir - y en un caso a matar - para conseguir sus objetivos. Inicialmente, desconfiaba de sus dos compañeros humanos, Ian y Barbara, que habían ido con él contra su voluntad. Con el tiempo, sin embargo, mientras compartían aventuras juntos, se fue acercando más a ellos, y la tripulación de la TARDIS llegó a desarrollar un lazo casi familiar.
Finalmente, el Doctor comenzó a disfrutar de sus viajes por el espacio y el tiempo, llevándose a gente por el camino, y siempre se sentía triste al verlos partir, incluso cuando sabía que era por su propio bien. La personalidad del Doctor se dulcificó más o menos a partir del serial Marco Polo, y evolucionó hacia la figura más familiar del abuelo adorado por los niños.
Fue también en esta época cuando el Doctor conoció a los que serían sus adversarios más persistentes, los Daleks y los Cybermen. El encuentro con estos últimos sería el que provocaría su primera regeneración; tras decir "Este viejo cuerpo mío se ha hecho un poco frágil", se derrumbó al final del serial, regenerándose dentro de la TARDIS en el Segundo Doctor.
William Hartnell describió al Doctor como "un mago" y "un cruce entre el Mago de Oz y Papa Noel". Un tic del Primer Doctor era su tendencia a trabarse la lengua con las palabras. A veces era un recurso de interpretación deliberado: William Russell dijo que fue idea de Hartnell el que el Doctor dijera el apellido de Ian Chesterton incorrectamente, llamándole a veces "Chesserman" o "Chatterton". Esta característica del personaje también le permitió a los productores conservar las tomas en las que Hartnell se trababa con sus frases. Por la estrecha agenda de trabajo de la serie, raramente era posible volver a filmar las escenas, y el doblaje del diálogo normalmente no era una opción. Hartnell sufría de una arterioesclerosis no diagnosticada que afectaba a su capacidad de memorizar sus líneas, que se agravó según iba avanzando la serie.

### Apariencia
En el piloto original, el Doctor llevaba ropas contemporáneas (incluyendo un traje con corbata). Cuando se volvió a filmar el piloto, sin embargo, se cambió su vestuario a un estilo más eduardiano. El Primer Doctor llevaba un bastón de madera con un mango retorcido. En una ocasión, se le vio fumando con una gran pipa de tabaco; hasta la fecha, es la única encarnación del personaje a la que se le ha visto fumar.

## Estilo de historias
El programa fue diseñado para ser educativo, así que las historias estaban divididas en dos géneros: histórico (para enseñar historia) y futurista (para enseñar ciencia), y se solían alternar estos dos géneros. Sin embargo, para el final de la segunda temporada fue evidente que las historias futurísticas eran mucho más populares y el equipo de producción empezó a dejar de lado las "históricas".
El debut de los Daleks en el segundo serial transformó el programa, de una serie para niños, a un fenómeno nacional. Pronto se convirtió en un programa que toda la familia quería ver, con monstruos que los niños veían tapándose los ojos o detrás del sofá. Guiones inteligentes y ocurrentes llenos de conceptos exaltados compensaban los efectos especiales de bajo presupuesto, fundando la base de décadas de historias por venir.

## Apariciones posteriores
A pesar de la regeneración, la audiencia de televisión volvería a ver al Primer Doctor en pantalla varias ocasiones más (sin contar flasbacks o especiales benéficos como Dimensions in Time). Para el décimo aniversario del programa en 1973, Hartnell apareció en The Three Doctors, que también vio el regreso de Patrick Troughton como el Segundo Doctor. Por su mala salud, sin embargo, Hartnell no pudo participar en el rodaje regular, así que sus escenas se rodaron por separado en los Estudios de Ealing (no en su jardín o su garaje en casa, como sugirió desde hace tiempo la leyenda de los fanes).
William Hartnell murió el 23 de abril de 1975, así que para el especial del 20 aniversario, The Five Doctors, el papel del Primer Doctor fue interpretado por Richard Hurndall, aunque un trozo del Doctor de Hartnell tomado de The Dalek Invasion of Earth se usó para abrir el programa.
En El nombre del Doctor se utilizó material archivado y secuencias nuevas creadas con CGI, se lo ve al Doctor robando la TARDIS en su forma original.
En El día del Doctor, Hartnell aparece junto a los otros doce doctores mientras mueven a Gallifrey a un momento fijo en el tiempo. Se utilizó material archivado de Hartnell y la voz de John Guilor.
En el episodio Listen, una versión joven del Doctor es interpretada por un actor niño sin acreditar.
En el docudrama An Adventure in Space and Time, Hartnell es interpretado por David Bradley.
En el final de la décima temporada, Bradley volvió a encarnar al Doctor, confrontando su Duodécima encarnación, mientras esta última intenta resistir la "necesidad" de regenerarse. La escena será continuada en el especial de Navidad de 2017.

## Otras menciones
Se pudo ver imágenes del Primer Doctor en The Power of the Daleks, Day of the Daleks, The Brain of Morbius, Earthshock, Mawdryn Undead, Resurrection of the Daleks, The Next Doctor, The Eleventh Hour, The Vampires of Venice, Vincent and the Doctor, The Lodger y la historia de The Sarah Jane Adventures titulada Death of the Doctor.
En Dimensions in Time, el Cuarto Doctor (Tom Baker) se refiere al primero como "el gruñón". El Primer Doctor aparece dibujado en el libro de John Smith junto a otros Doctores pasados en el episodio Human Nature. En Time Crash, el Décimo Doctor le dice al Quinto, "Cuando empezaba, al principio del todo, siempre estaba intentando ser viejo, gruñón e importante, lo que sueles hacer cuando eres joven". Un breve clip del Primer Doctor de The Time Meddler, aparece en The Next Doctor y The Eleventh Hour. En una escena de The Vampires of Venice, el Undécimo Doctor muestra su carnet de biblioteca, que tiene una fotografía del Primer Doctor y la dirección del 76 de Totters Lane. En Vincent and the Doctor, aparecen el Primer y el Segundo Doctor en una impresión cuando el Undécimo Doctor le pide a la TARDIS que le identifique. En The Big Bang, el Undécimo Doctor menciona brevemente al Primero cuando se despide de una dormida Amy Pond, refiriéndose a él como "el viejo chiflado que robó una caja mágica y salió corriendo".
El personaje también ha aparecido en numerosas novelas, tiras cómicas y audiodramas.